# 諫早市立長田中学校
諫早市立長田中学校（いさはやしりつ ながたちゅうがっこう）は、長崎県諫早市長田町にある公立中学校。

## 概要
歴史
1947年（昭和22年）の学制改革で開校した新制中学校。
校訓
「創造実践、友愛協同、勤労根気、明朗剛健」
校章
1947年（昭和22年）に制定。学問を象徴する3本のペン先と桜の花弁を組み合わせたものを背景にして「中」の文字を置いている。
校歌
1957年（昭和32年）に制定。歌詞は2番まであり、両番に校名の「長田中学校」が登場する。
校区
諫早市立長田小学校の校区（小豆崎町、西里町、中田町、御手水町、大場町、白木峰町、長田町、正久寺町、高天町、白浜町、白原町、猿崎町）と同一。

## 沿革
- 1947年（昭和22年）
  - 4月1日 - 学制改革（六・三制の実施）が行われる。
    - 諫早市長田国民学校の初等科が改組され、「諫早市立長田小学校」（現校名）となる。分教場2校を「分校」に改称。
    - 諫早市長田国民学校の高等科が改組され、新制中学校「諫早市立長田中学校」が発足。独立校舎が完成するまでの間、小学校に併設される。

  - 5月 - 校章を制定。
- 1948年（昭和23年）5月 - 中学校の校舎が完成し、併設を解消。育友会を結成。
- 1957年（昭和32年）
  - 4月 - 校旗と校歌を制定。
  - 7月 - 諫早大水害により校舎に被害を受ける。
- 1970年（昭和45年）4月 - 鉄筋コンクリート造3階建ての新校舎が完成。
- 1973年（昭和48年）3月 - 体育館が完成。
- 1982年（昭和57年）7月 - 長崎大水害の被害を受ける。
- 1990年（平成2年）10月 - タイムカプセルを埋設。
- 1996年（平成8年）6月 - 夜間中学校（学校開放）を開設。
- 2013年（平成25年）7月 - 校舎の耐震工事を完了。

## アクセス
最寄りの鉄道駅
- JR九州 長崎本線 肥前長田駅

最寄りのバス停
- 県営バス 中学校前（白木峰）バス停

最寄りの国道・県道
- 国道207号
- 長崎県道184号諫早多良岳線

## 周辺
- 諫早市立長田小学校
- 諫早市役所長田出張所
- 西長田神社
- 長田町公民館
- 諫早市立長田保育所
- 本明川

## 関連事項
- 長崎県中学校一覧